# Ozjornaja (metrostation Moskou)
Ozjornaja (Russisch: Озёрная ) is een station aan de Kalininsko-Solntsevskaja-lijn van de Moskouse metro. Het station is vanuit het centrum gezien het laatste station van de Solntsevskaja-radius dat binnen de MKAD, de voormalige stadsgrens, ligt. 

## Geschiedenis
In het ontwikkelingsplan voor de metro van 1965 was al een voorstel voor een metrostation in deze buurt opgenomen. De Arbatsko-Pokrovskaja-lijn had destijds haar westelijke eindpunt bij Kievskaja en zou verlengd worden met de Kievskaja-radius. Het eindpunt hiervan zou ongeveer 1 kilometer ten westen van Ozjornaja komen, terwijl ook 1 kilometer ten noorden van Ozjornaja een station werd gepland ter hoogte van het later gebouwde Olympisch dorp. In 1973 werden er voorstellen gedaan om de Kievskaja-radius tot buiten de MKAD door te trekken. Ondanks dat in 1974 de Olympische Spelen aan Moskou werden toegewezen, werd niet begonnen met de aanleg van de Kievskaja-radius. In 1985 werd een nieuw metroconcept bepleit en in 1987 volgde een uitgewerkt plan voor de noordwest randlijn met o.a. Ozjornaja. Na het uiteenvallen van de Sovjet Unie werd er gezocht naar “goedkopere” alternatieven en kwam een “lichte metro” ter sprake die vanaf Joego-Zapadnaja de buurt met de metro zou verbinden. Het idee van de lichte metro werd geschrapt en in 2012 werd het groene licht gegeven voor de Solntsjevo-radius, het zuidelijke deel van de noordwest randlijn, nu echter als verlenging van lijn 8. Het station werd aanbesteed als Otsjakovo hetgeen verwijst naar de buurt ten noorden van het station en de vijvers tussen het station en het Olympisch dorp van de Olympische Zomerspelen 1980. Op 21 juni 2018 werd het station echter opgeleverd met naamborden met de naam Ozjornaja. Deze naamswijziging werd achteraf op 6 juli 2018 bekrachtigd door besluit 667-PP van het Moskouse stadsbestuur. 

## Chronologie
- November 2013 : Begin van voorbereidende onderzoekswerkzaamheden
- Februari 2014 : Werkzaamheden opgeschort.
- Mei – juni 2014 : Voorbereidingen voor de tunnelbouw tussen Govorovo en Ozjornaja.
- Januari 2015 : Het terrein is omheind en de bouw van het station wordt hervat.
- 25 juli 2015: Metrostroi begint met het boren van de westelijke tunnelbuis richting het 2850 meter noordelijker gelegen station  Mitsjoerinski Prospekt. Hiervoor wordt de Herrenknecht tunnelboormachine S-771 Tatjana, voorheen Anastasia, ingezet.
- 14 september 2015: De Herrenknecht tunnelboormachine Olga begint met het boren van de oostelijke tunnelbuis richting  Mitsjoerinski Prospekt.
- 7 april 2016: Tatjana heeft 2,4 km en Olga heeft 1,9 km afgelegd van de 2850 meter naar Mitsjoerinski Prospekt. De verdeelhal is voor 40% gereed.
- Mei 2016: De westelijke tunnel tussen Ozjornaja en Mitsjoerinski Prospekt is gereed.
- Januari 2017: De ruwbouw van het perron is gereed en de afwerking met graniet gaat van start.
- 21 maart – 25 juni 2017: Afsluiting van de Mitsjoerinski Prospekt tussen de kruising met de Nikoelinskajastaat en de Ozjornajastraat.
- Augustus 2017: Het plafond is afgewerkt, de cermet panelen zijn op de zuilen gemonteerd en de rails zijn gelegd.
- 10 april 2018: Het ondergrondse deel van het station is gereed. De apparatuur wordt geplaatst en ingeregeld en de bouw van de toegangsgebouwen wordt afgerond.
- 21 juni 2018: Oplevering van de lijn tussen Ramenki en Rasskazovka.
- Augustus 2018: Proefritten naar en van het station.
- 25 augustus 2018: Technische koppeling van het nieuwe baanvak aan het bestaande deel van de Solntsevskaja-radius
- 30 augustus 2018: Opening van het station als 217e van de Moskouse metro

## Galerij

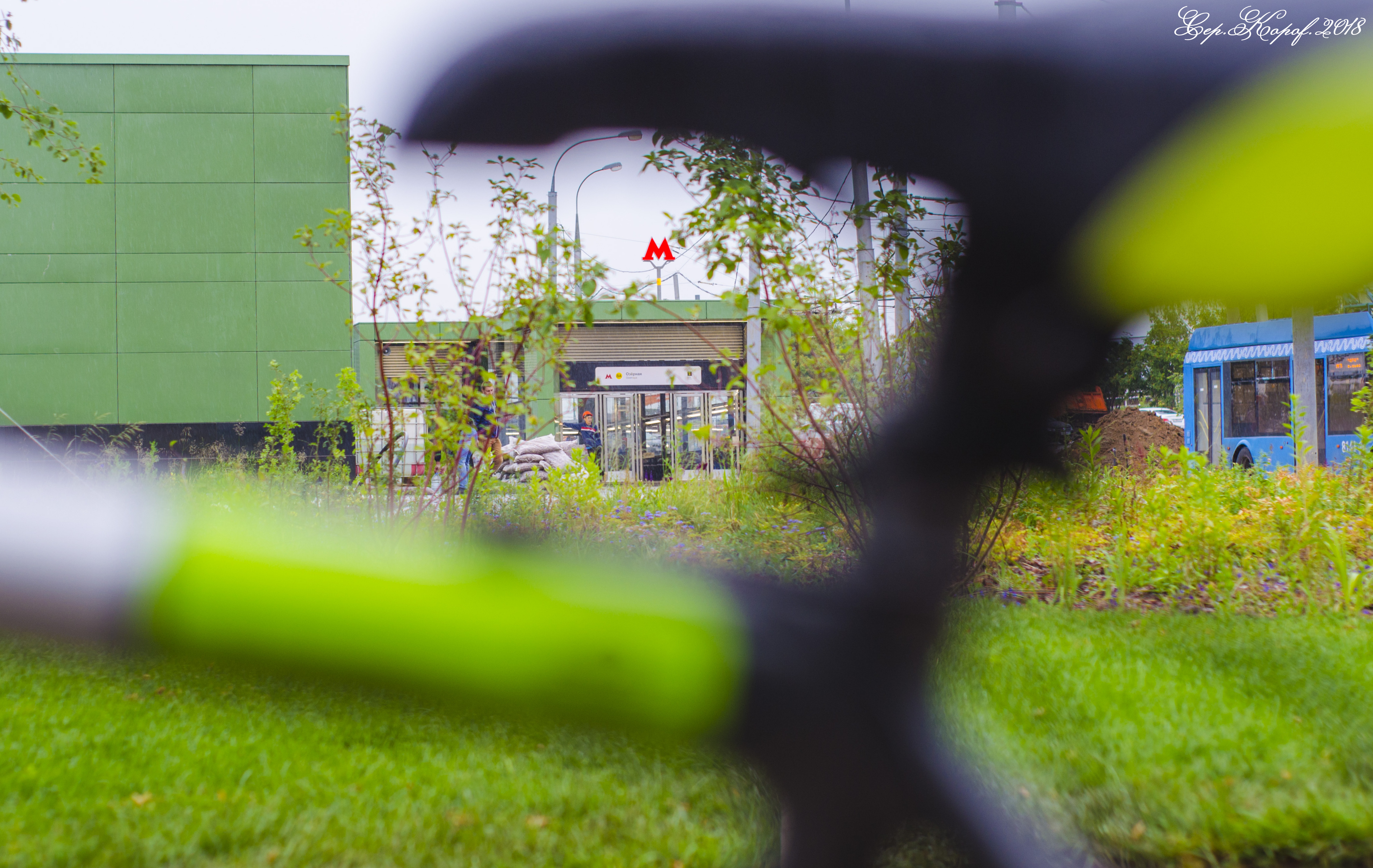
Het toegangsgebouw
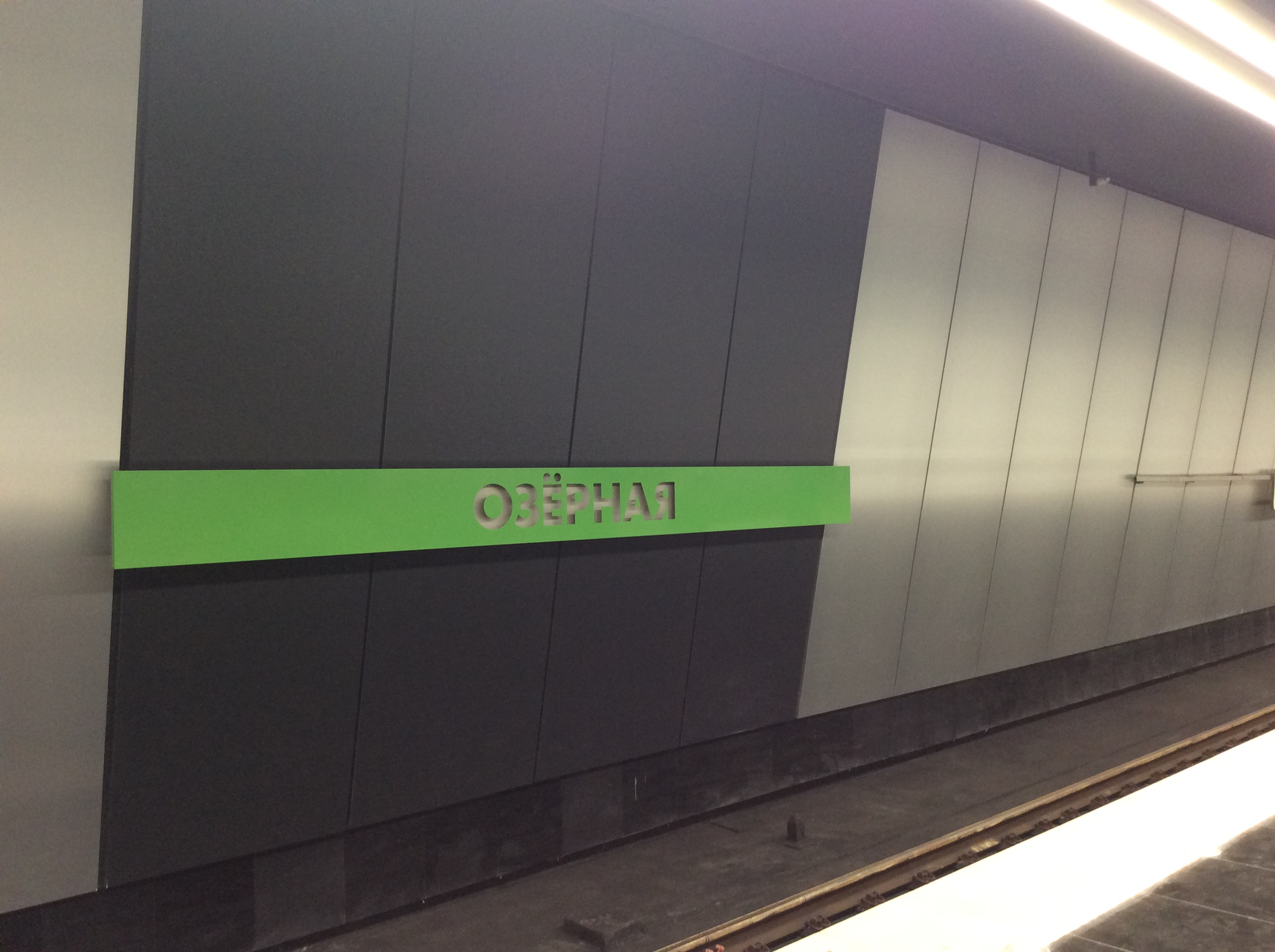
De naam van het station op de tunnelwand
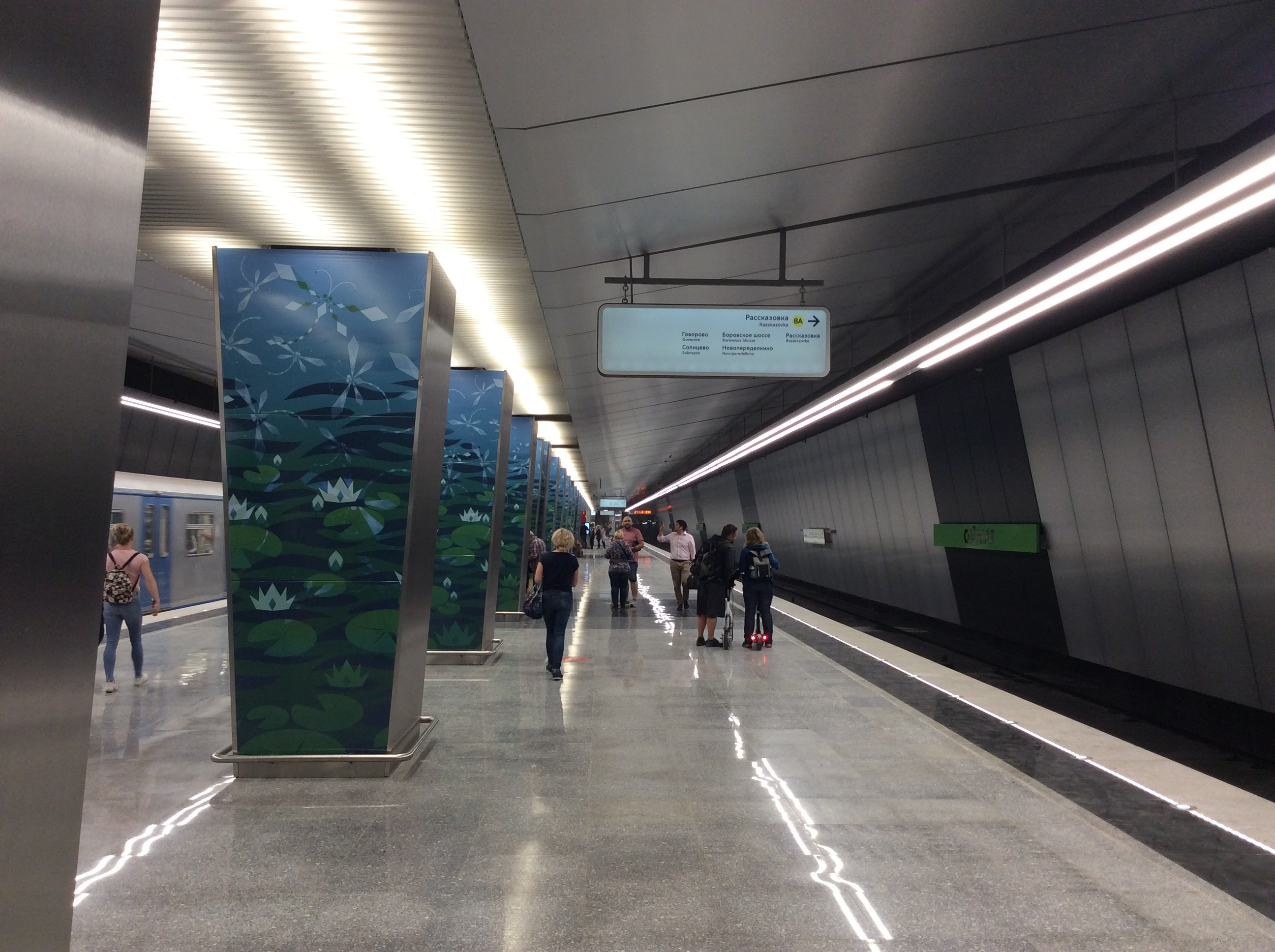
De zuilen met waterlelies

## Ligging en inrichting
Het station ligt naast de Mitsjoerinski Prospekt tussen de kruising met de Nikoelinskajastaat en de Ozjornajastraat. De zuidwestelijke verdeelhal heeft een uitgang aan het Ozjornajaplein, de noordoostelijke verdeelhal heeft een uitgang aan de oostkant van de Mitsjoerinski Prospekt en twee uitgangen aan weerszijden van de Projektiroejemi Projesd 1980j aan de westkant van de Mitsjoerinski Prospekt. Beide verdeelhallen beschikken over liften voor gehandicapten en zijn opgesierd met verlichte ingeraamde ruiten met waterlelie motief. Op het Ozjornajaplein wordt een busstation met haltes en een eindlus voor de trolleybus gebouwd. Tevens zal de verkeersleiding voor het busverkeer bij het busstation worden gevestigd. Naast de uitgang van het metrostation komt ook parkeerruimte. De voorstadshalte Otsjakovo aan de spoorlijn naar Kiev ligt anderhalve kilometer van het metrostation. 
Het station is gebouwd volgens een standaardontwerp in “High-tech stijl” van een groep architecten onder leiding van Leonid Borzenkov. Het ontwerp is toegepast bij Minskaja, Lomonosovski Prospekt, Ramenki en Ozjornaja. Het betreft een ondiep gelegen zuilenstation met een perron van 12 meter breed. De afwerking bestaat uit sandwichpanelen die zowel tegen het plafond als op de tunnelwanden en de zuilen zijn aangebracht. De wanden van de verdeelhallen zijn bekleed met geglazuurde keramische elementen in dezelfde tinten als het station, in dit geval groen, grijs en zwart. De glaspanelen op de kopse kanten van de zuilen zijn versierd met afbeeldingen die specifiek zijn voor het station. Het ontwerp van Ozjornaja verwijst naar de vijvers bij het Olympisch dorp en de waterplanten, met name waterlelies, zijn afgebeeld op de zuilen op het perron.   